# Pitone (filosofo)
Pitone (Reggio Calabria, ... – ...; fl. IV secolo a.C.) è stato un filosofo greco antico di scuola pitagorica.

## Biografia
Pitone visse al tempo del tiranno Dionigi I di Siracusa.
Trovandosi esule a Siracusa, Pitone fu convocato dal tiranno siracusano con l'obiettivo di far leva su di lui per facilitare la conquista di Reggio, ma il filosofo non cedette e avvisò i reggini invitandoli a scagliare pietre e frecce anche contro lui stesso, che fu posto in prima linea sulla macchina d'assedio appositamente costruita per espugnare la città. 
Le truppe siracusane di Dionisio furono così respinte, e questi considerò il sacrificio del filosofo come un segno di ingratitudine per la sua ospitalità.